# Dj. Tiësto
Tijs Michiel Verwest (ismertebb művésznevén Tiësto, Breda, 1969. január 17.) a világ egyik vezető lemezlovasa. 2002-ben, 2003-ban és 2004-ben a brit, elektronikus zenei orientáltságú DJ Mag magazin Top 100 DJ szavazásán az év lemezlovasának választották. Jelenleg is a 4. helyen áll a listán. A Musical Freedom lemezkiadó alapítója.

## Művésznevei
Bár munkássága során több művésznevet használt (Allure, Da Joker, DJ Tiësto, DJ Limited, Drumfire, Hammock Brothers, Paradise In Dubs, Passenger, Roze, Stray Dog, Tiësto, Tom Ace, és Wild Bunch), a legismertebb a DJ Tiësto név. Legutóbbi munkáinál már a DJ előtagot is elhagyta, és simán Tiësto néven adta ki műveit. A Tiësto név gyermekkori becenevéből származik.

## Pályafutása
Tijs DJ karrierje már az iskolában elkezdődött, és 1985 és 1993 között számos holland klubban volt rezidens (házigazda) DJ. Ezalatt az évek alatt a hardcore/gabba műfajt képviselte, és a Da Joker és DJ Limited művésznevek alatt futott. Egy bredai klubban, a The Spockban különteremben alakíthatta stílusát minden hétvégén este 10-től reggel 4-ig.
Az 1990-es évek közepén átállt a trance műfajra, és 1997-ben Arny Blink-kel megalapította a Black Hole Recordings nevű kiadói vállalatot. A Black Hole Recordings és a hozzá tartozó Magik Muzik gyűjtötte össze a Tiësto stílusához közelálló alkotókat, mint Cor Fijnemant.
Tiësto toplistás számai, mint például a „Flight 643”, a „Lethal Industry”, a „Suburban Train”, a „Traffic” és az „Adagio for Strings”, melynek eredetijét Samuel Barber szerezte. A „Flight 643”-t szavazták meg a ID&T rajongók minden idők második legmeghatározóbb dance számának, a „Lethal Industry” az egyike a Trance műfajt leginkább megjelenítő daloknak, a „Traffic” pedig az első olyan szám, amely 23 év után felkerült ebben a stílusban a holland listák első helyére. Máig legemlékezetesebb fellépését a holland Gelredome-ban adta 25 ezer ember előtt, melyben Samuel Barber „Adagio for Strings” c. szerzeményének átértelmezésével nyitotta meg a 2003-as koncertjét.
Pályafutásának csúcsa kétségtelenül a milliárd ember által nézett 2004-es athéni olimpia nyitóceremóniája volt, ahol élőben zenélhetett a sportolók bevonulása alatt.
Ebben az évben adta ki harmadik nagylemezét, a "Just Be"-t, melynek címadó dalában Kirsty Hawkshaw vokálozik, és amely albummal Tiësto nyitott a vokál trance irányzat felé.
2005-ben a közép-európai turné keretében Budapesten is fellépett a Papp László Sportarénában.
Negyedik nagylemezét 2007-ben készítette el, amely a 4 földi elem: a tűz, a víz, a föld és a levegő köré épül. Az album az "Elements of Life" címet kapta.
Az albumon közreműködik: BT, JES, Maxi Jazz (a Faithless énekese), vagy épp Christian Burns.
Még 2007-ben elindította saját, hetente jelentkező rádióműsorát "Club Life" címmel.
2008 tavaszán jelentette meg negyedik nagylemeze, az "Elements of Life" dalait átértelmezve, más DJ-k, producerek újrakeverésében, az album az "Elements of Life: Remixed" címet kapta. A remixeket olyan elismert DJ-k, producerek készítették, mint First State, Cosmic Gate, Richard Durand vagy épp Fonzerelli.
2009-ben készítette el ötödik nagylemezét, mellyel Tiësto nyitott a house és a pop stílusirányzata felé, szemben az eddig megszokott trance zenéhez köthető alapokhoz és kiállásokhoz képest. Az album a Kaleidoscope címet kapta.
Az albumon olyan előadók működnek közre, mint Nelly Furtado, Tegan & Sara vagy épp Emily Haines.
Tiësto 2010 tavaszán jelentette meg a "Magikal Journey, The Hits Collection (1998-2008)" című válogatásalbumát, mely kétlemezes válogatás, a Black Hole Recordings-nál töltött évek dalait fogja össze és Tiësto legsikeresebb dalait tartalmazza. Bejelentette, hogy új kiadót hoz létre.
2010 augusztusában jelentette meg ötödik nagylemezének, a "Kaleidoscope"-nak a dalait, más DJ-k újraértelmezésében az album a "Kaleidoscope: Remixed" címet kapta.
A remixeket olyan elismert DJ-k és producerek készítették, mint Ferry Corsten, Jonas Stenberg vagy épp Mysto & Pizzi.
Remixet készített már Madonnának, a Faithless-nek, az Imogen Heap-nek, Paul Oakenfold-nak, Justin Timberlake-nek vagy épp Moby-nak.

## Érdekességek
2007-ben Magyarországon botrányt okozott, hogy Tiësto nevével terjesztették az interneten a magyar Himnusz diszkózenei feldolgozását. A Grundaktív közösségi blog azonban kiderítette, hogy a zeneszám System Track, egy magyar hobbizenész próbálkozása volt, aki nem számított rá, hogy ekkora figyelmet kap. Az esettel és a Grundaktív munkájával az RTL Klub Fókusz című műsora is foglalkozott.

## Diszkográfia

### Albumok (Szóló)
- 2001 In My Memory (Kiadva: 2001. április 15-én)
- 2003 Nyana (Kiadva: 2003.)
- 2004 Just Be (Kiadva: 2004. május 15-én)
- 2004 Parade of the Athletes (Kiadva: 2004. október 18-án)
- 2007 Elements of Life (Kiadva: 2007. április 16-án)
- 2008 Elements of Life: Remixed
- 2009 Kaleidoscope  (Kiadva: 2009. október 6-án)
- 2010 Magikal Journey, The Hits Collection (1998-2008)  (Kiadva: 2010. március 16-án)
- 2010 Kaleidoscope: Remixed  (Kiadva: 2010. augusztus 31-én)
- 2014 A Town Called Paradise (2014. június 16)

### Kislemezek (Szóló)
- ? Spiritual Wipe Out (Da Joker)
- 1994 Arabsession (DJ Limited)
- 1994 In The Ghetto (Da Joker)
- 1996 Second Game (Tom Ace)
- 1996 The Tube
- 1996 In My Heart (Paradise In Dubs)
- 1996 Blackspin (Passenger)
- 1997 Blaze of Night (Hammock Brothers)
- 1998 Our Love (Roze)
- 1998 When She Left (Allure)
- 1998 Flying Squirrel Problem (Drumfire)
- 1999 Mirror (Stray Dog)
- 1999 Rejected / When She Left (Allure)
- 1999 Lethal Industry (Egyesült Királyság 25. hely)
- 1999 Sparkles
- 1999 Theme From Norefjell
- 2000 No More Tears (Allure)
- 2000 We Ran at Dawn (Allure)
- 2001 Battleship Grey
- 2001 Flight 643 (Egyesült Királyság 36. hely)
- 2001 Suburban Train
- 2001 Urban Train (Egyesült Királyság 22. hely)
- 2002 In My Memory
- 2002 Magik Journey
- 2002 Obsession (Junkie XL-lel)
- 2002 We Came (Ferry Corstennel)
- 2003 Traffic
- 2004 Dallas 4PM
- 2004 Love Comes Again (Brian Transeau-vel; Egyesült Királyság 30. hely)
- 2004 Just Be (Kirsty Hawkshaw-val)
- 2005 Adagio for Strings (Egyesült Királyság 37. hely, Samuel Barber vonósokra írt adagiójának remixe)
- 2005 The Loves We Lost (Allure)
- 2006 Dance 4 Life (Maxi Jazzel)
- 2007 In the Dark (Christian Burns-el)
- 2007 Break My Fall (BT-vel)
- 2007 Somewhere Inside (Allure)
- 2008 Power Of You (Allure)
- 2008 Edward Carnby (Alone In The Dark)
- 2009 I Will Be Here (Sneaky Sound System-el)
- 2010 Who Wants To Be Alone (Nelly Furtado-val)
- 2010 C'mon (Diplo-val)
- 2011 Zero 76 (Hardwell-el)
- 2011 Beautiful World (Mark Knight-al és Dino-val)
- 2020 The Business

### Társszerzőként
- „Gouryella” (Ferry Corstennel) (kislemez)
  - 1999 Walhalla
  - 1999 Gouryella
  - 2000 Tenshi
  - 2002 Ligaya (Tijs Verwest nem, John Ewbank működött közre benne)
- „Vimana”(Ferry Corstennel) (kislemez)
  - 1999 We Came
  - 2000 Dreamtime
- „Kamaya Painters” (Benno De Goeijnel) (kislemez)
  - 1998 Endless Wave
  - 1999 Far From Over
  - 2001 Wasteland
- „Control Freaks” (Benno De Goeijjel és Piet Bervoetsszel) (kislemez)
  - 1998 Subspace Interference
- „Major League” (Armin Van Buurennel)
  - 2000 Wonder Where You Are
- „Alibi” (Armin Van Buurennel)
  - 2000 Eternity
- „Glycerine” (DJ Yvesszel)
  - 1996 666
- „Hard Target” (Shock G-vel)
  -  ? Knights Of Hardcore
- „T-Scanner” (Shock G-vel)
  - 1994 Trip To Heaven
- „West & Storm” (Shock G-vel)
  - 1995 Porpoise
  - 1995 Sunday Morning
  - 1996 Back 2 Basic
- „TB X-Press” (DJ Ghosttal)
  - 1996 When I Was A Sperm

### Video/DVD
- 1999 DJ Tiësto Live at Innercity, Rai Amsterdam (Video)
- 2001 Underground Trance – Special Appearance & Magikal Remake By Tiësto (DVD + 2 CD)
- 2003 Another Day at the Office (DVD)
- 2003 Tiësto In Concert (2xDVD)
- 2003 Tiësto In Concert – Take Two (DVD)
- 2004 Tiësto In Concert 2 (2xDVD)
- 2005 Tiësto In Concert 2 (Egyesült Államok)
- 2008 Tiësto Elements of Life DVD és BD

### Mixalbumok
- 1995 Forbidden Paradise 3 – The Quest for Atlantis
- 1995 Forbidden Paradise 4 – High as a Kite
- 1996 Lost Treasures 1 – Isle of Ra
- 1996 Forbidden Paradise 5 – Arctic Expedition
- 1996 Lost Treasures 2 – Concerto for Sonic Circles
- 1996 Forbidden Paradise 6 – Valley of Fire
- 1997 Lost Treasures 3 – Creatures of the Deep
- 1997 Magik One – First Flight
- 1998 Magik Two – Story of the Fall
- 1998 Magik Three – Far from Earth
- 1998 Forbidden Paradise 7 – Deep Forest
- 1999 Magik Four – A New Adventure
- 1999 Live at Innercity, Amsterdam-Rai
- 1999 In Search Of Sunrise 1 (Kiadva: 2001. augusztus 2-án)
- 2000 Summerbreeze
- 2000 Magik Five – Heaven Beyond
- 2000 Magik Six – Live In Amsterdam
- 2000 In Search of Sunrise 2 (Kiadva: 2001. február 27-én)
- 2001 Magik Seven – Live In Los Angeles
- 2001 Revolution
- 2002 In Search of Sunrise 3: Panama (Kiadva: 2002. július 22-én)
- 2003 Nyana (Kiadva: 2003. május 5-én)
- 2003 World Leader
- 2004 Parade of the Athletes (Kiadva: 2004. október 18-án)
- 2005 In Search of Sunrise 4: Latin America (Kiadva: 2005. április 29-én)
- 2006 In Search of Sunrise 5: Los Angeles [Kiadva: 2006. május 26-án]
- 2007 In Search of Sunrise 6: Ibiza (2007. szeptember)
- 2008 In Search of Sunrise 7: Asia (2008. június)
- 2011 Club Life Volume 1 – Las Vegas (2011. április)
- 2012 Club Life Volume 2 – Miami (2012. április)
- 2013 Club Life: Volume Three Stockholm
- 2015 Club Life Volume 4 – New York City

### Közreműködések
- 2008 Tarkan: Metamorfoz Remixes